# Punta alar

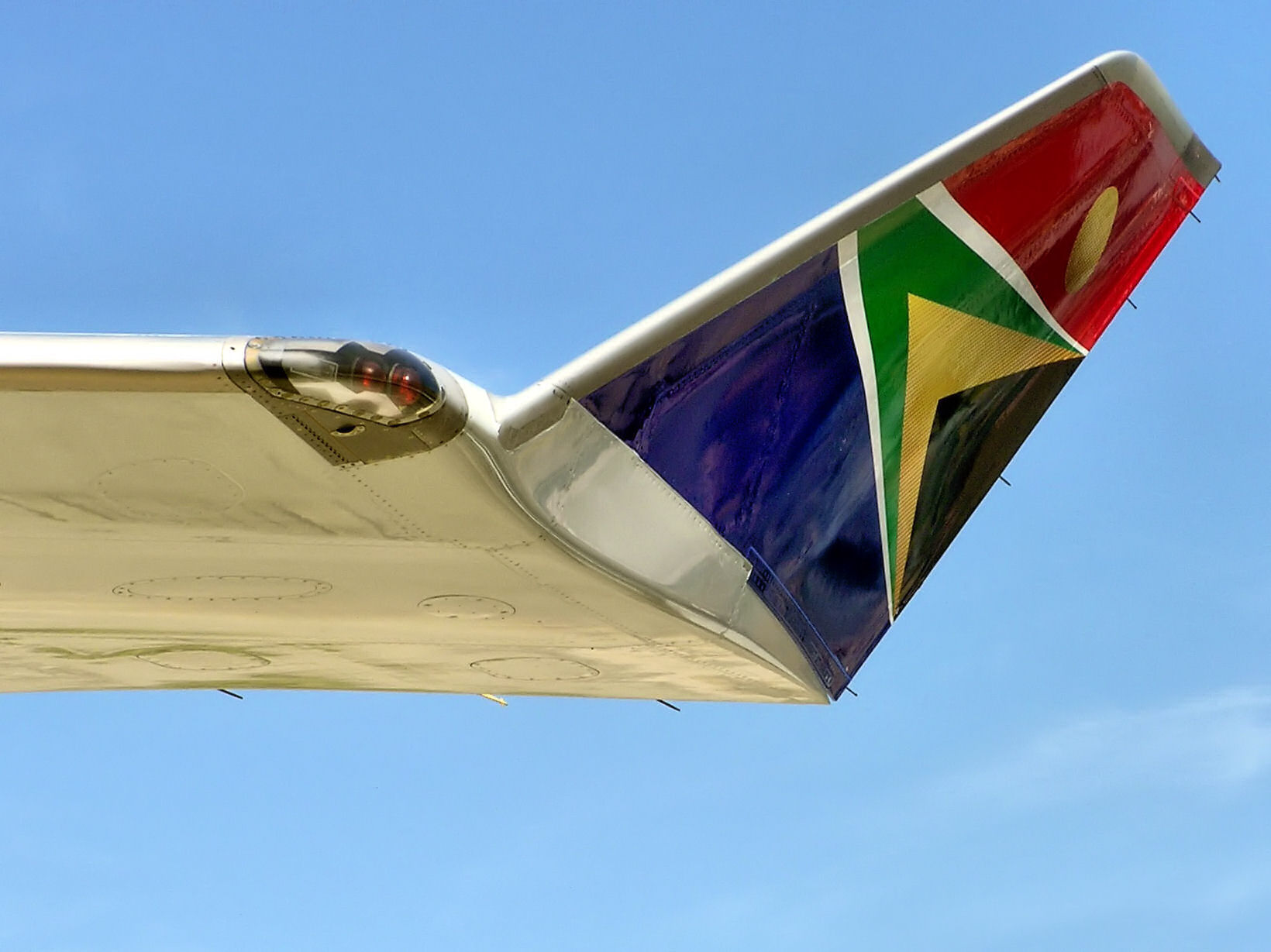
El extremo alar equipado con Winglet de un Boeing 747-400.

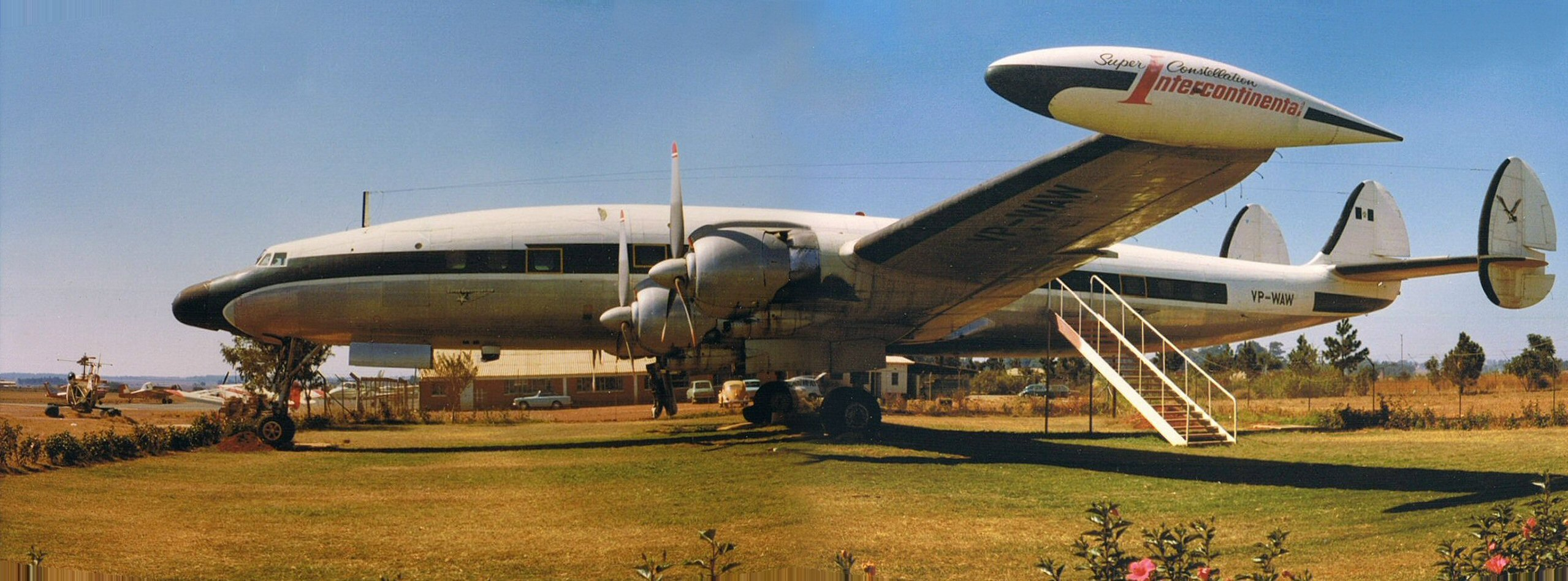
Muchos diseños de aviones, tales como este Lockheed Super Constellation, tienen tanques de combustible en los extremos alares

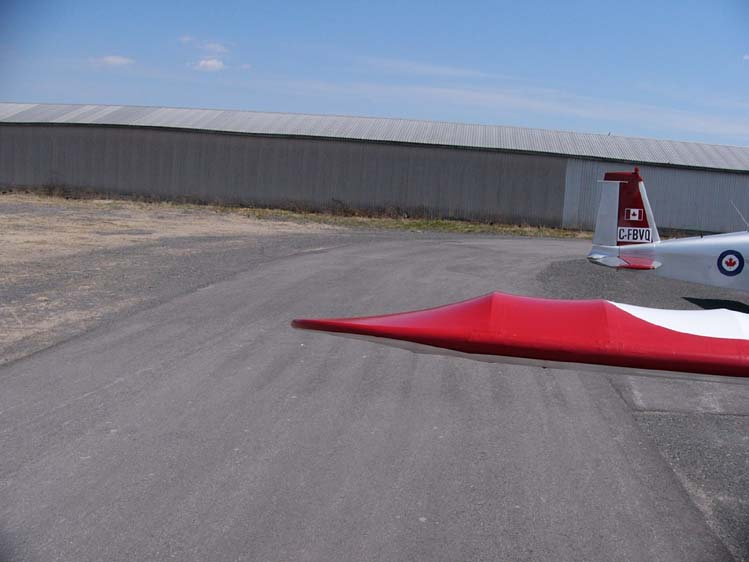
El extremo alar de un Quad City Challenger II, formado con un arco de aluminio

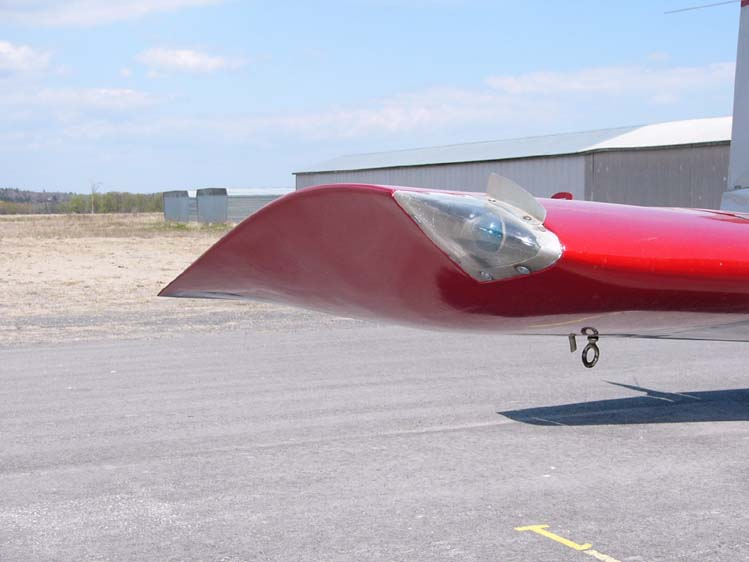
El extremo alar de un Grumman American AA-1 mostrando su diseño estilo Hoerner

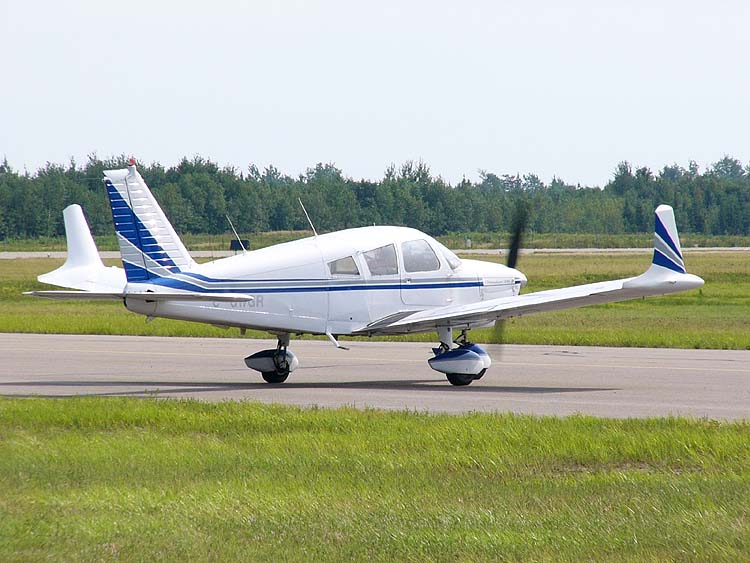
Un Piper PA-28 Cherokee con winglets

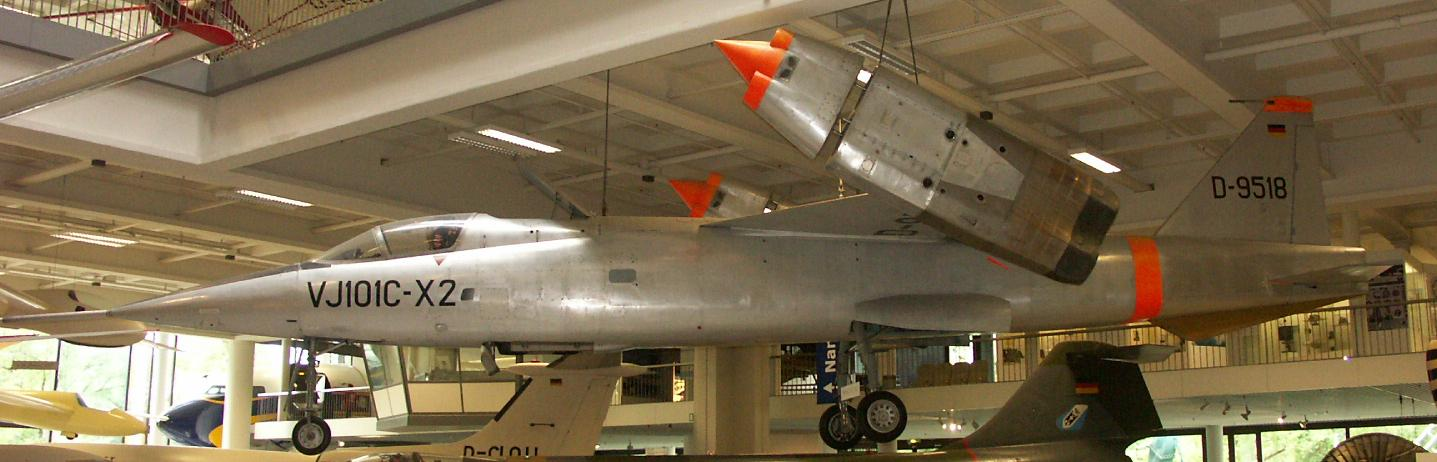
Motores montados en el extremo alar

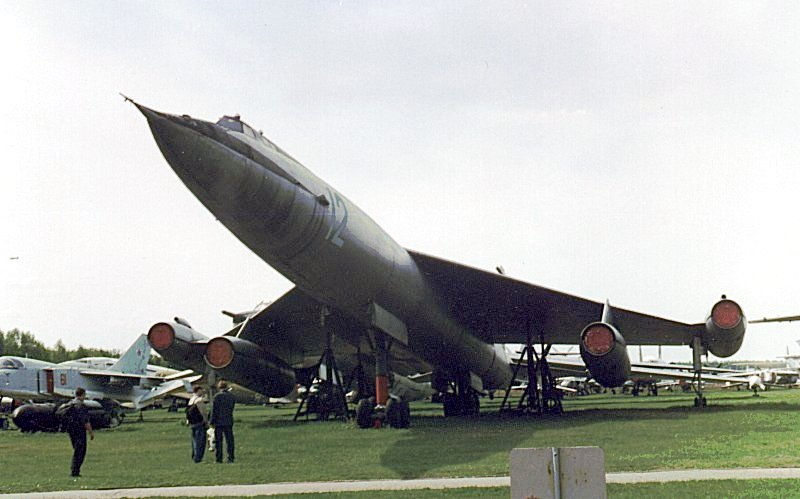
El Myasishchev M-50, en él se observa los motores montados en el extremo alar

Punta alar, o extremo alar, es el nombre que recibe la parte del ala que está más distante del fuselaje en una aeronave de ala fija.

## Tipos de extremos alares
Debido a que la forma del extremo alar tiene influencia sobre el tamaño y la resistencia índucida por sus vórtices, los extremos alares se producen en diversidad de formas, como son:
- Cuadrados
- Arcos de tubo de aluminio
- Redondos
- Estilo Hoerner
- Con winglets
- Extremos caídos
- Extremos estriados
- Tanques de extremo alar
- de aspas
- Con cuchillas

Los dispositivos winglets se han vuelto muy populares en las aeronaves de altas velocidades que buscan mejorar la eficiencia en el consumo de combustible, reduciendo la resistencia inducida por los vótices que se forman en los extremos alares. En los aviones de bajas velocidades, el efecto de la forma del extremo alar no es muy importante, con solo muy pequeñas diferencias entre esquemas como el redondo, el cuadrado o el Hoerner. Los aviones que vuelan a las más bajas velocidades, los aviones STOL, pueden usar los extremos alares para darle forma al flujo del aire con el objetivo de mejorar la gobernabilidad a pequeñas velocidades de vuelo.
Los extremos alares también constituyen la expresión de los estilos de diseño de los aviones, así que su forma puede estar influenciada lo mismo que por razones de marketing que por consideraciones aerodinámicas.
En los extremos alares se montan las luces de navegación, las anti-colisión o las de aterrizaje. También se pueden encontrar trenes de aterrizaje (patines) y marcas de identificación.
Los tanques de extremos alares actúan igual que los winglets, almacenan el combustible en el centro de gravedad y distribuyen el peso de manera más homogénea sobre el ala.
En los aviones de caza, los extremos alares pueden llevar vigas de armamento, tanques auxiliares de combustible y sistemas de armamento, como misiles o contramedidas electrónicas. En los extremos alares también se encuentran sistemas de mangeras y boquillas para el reabastecimiento en vuelo.
Los aviones acrobáticos usan dispositivos de cruces en los extremos alares para tomar referencias espaciales de posición de forma visual y también usan equipos de generación de humo.

## Trenes de aterrizaje en los extremos alares
Los aviones con un sistema de trenes de bicicleta, usan los extremos alares para montar patines o trenes de aterrizaje de sustentación, que evitan que las alas toquen el suelo una vez baje la velocidad del carreteo. Algunos diseños poco comunes, como el Rutan Quickie y el Convair XFY, tienen los trenes principales en los extremos alares. Algunos aviones de la Segunda Guerra Mundial empleaban esquíes en los extremos para minimizar los daños que pudieran ocasionar los saltos sobre el suelo en el despegue y el aterrizaje.
Algunos aviones anfibios tales como Consolidated PBY Catalina, usaban extremos replegables como flotantes.
Extremo alares móviles afectan la cotrolabilidad de un ala. El doblado del final de ala era el método empleado para el control de alabeo el los aviones iniciales como el Wright Flyer. El North American XB-70 Valkyrie subía y bajaba los extremos alares en vuelo para regular la estabilidad en vuelo subsónico y supersónico.

## Motores en los extremos alares
En los extremos alares también pueden encontrarse los motores de las aeronaves. El EWR VJ 101 y el Myasishchev M-50 usaban turborreactores en los extremos del ala y el V-22 usa motores inclinables. El Harrier usa dispositivos de empuje en los extremos alares para el control de vuelo en el régimen hoover.
Los extremos de las palas de los helicópteros pueden estar flechados o curvados para reducir el ruido y las vibraciones. Algunos diseños de aviones de ala-móvil posicionan su propulsión en los extremos de las palas.